# New Lanark
Pour les articles homonymes, voir Lanark (homonymie).
New Lanark est un village situé au bord de la Clyde, à environ deux kilomètres du Royal Burgh de Lanark, dans le South Lanarkshire en Écosse. Il fut fondé en 1785 par David Dale (1739-1806), qui y fit construire des usines de coton et des résidences pour les ouvriers. Dale choisit cet endroit pour profiter de l'énergie hydraulique offerte par la rivière. Sous la direction de Dale puis de son gendre philanthrope et socialiste réformiste, Robert Owen (1771-1858), les usines prospérèrent et New Lanark devint un exemple de socialisme utopique.
Les usines de New Lanark continuèrent de fonctionner jusqu'en 1968. Après une période de déclin, le New Lanark Conservation Trust fut fondé en 1975 afin d'empêcher la démolition du village. Aujourd'hui, la plupart des bâtiments ont été restaurés et le village est devenu une attraction touristique importante. C'est également l'un des six sites d'Écosse reconnus comme patrimoine mondial par l'UNESCO.

## Antécédents textiles
Avant l'arrivée du coton, la région de Glasgow était déjà spécialisée dans un autre type de textile, le lin dont la production est passée de 2 à 13 millions de yards entre 1728 et 1770, en particulier grâce à un réseau de banques très avancé pour cette époque en Europe.
La première filature écossaise utilisant la Water frame fut ouverte dans la région des chutes d'eau en 1779 à Penicuik près d'Édimbourg et la seconde à Rothesay sur l'île de Bute. On décompte 17 filatures en 1787, trois ans après la fondation de New Lanark, dont les deux de David Dale et 91 dix ans plus tard en 1797. L'importation de coton en Écosse passe de 220 balles en 1755 à 1260 en 1785, le négoce colonial n'ayant pas eu d'influence.

## Histoire

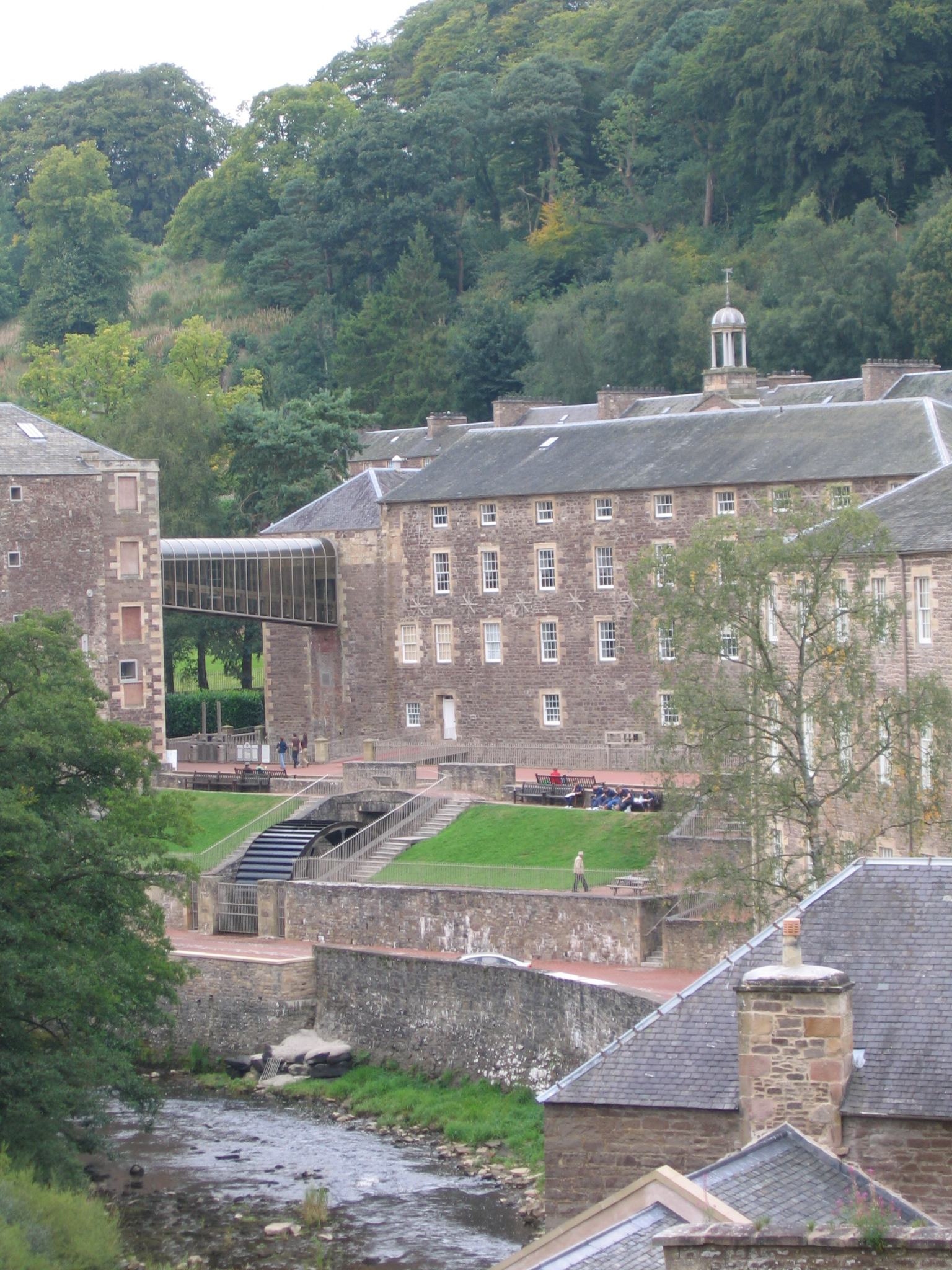
Vue de New Lanark depuis un promontoire forestier

Les usines de coton de New Lanark furent construites en 1786. David Dale était l'un des self-made-men de Glasgow qui, comme ses congénères, possédait une maison de campagne à Cambuslang, non loin des Chutes de la Clyde, mises en peinture par de nombreux artistes tels que Joseph Mallord William Turner (1775-1851). Un barrage fut construit au-dessus de New Lanark et l'eau de la rivière redirigée pour alimenter les machines des usines. L'eau traversait d'abord un tunnel, puis un conduit ouvert appelé lade. Ce n'est qu'en 1929 que la dernière roue à eau fut remplacée par une turbine hydraulique. Une nouvelle turbine a depuis été installée et est toujours utilisée pour alimenter les zones touristiques du village en électricité.
En 1799, Dale vendit les usines à son gendre, Robert Owen, qui poursuivit l'approche philanthropique de son beau-père vis-à-vis du travail en usine et devint ainsi un socialiste réformiste influent. New Lanark, avec ses programmes de prise en charge sociale, devint un symbole de son socialisme utopique (appelé aussi owenisme).
New Lanark comptait environ 2 500 habitants, la plupart issus de résidences publiques aménagées pour les pauvres (ou poorhouses) à Glasgow et Édimbourg. Bien que les conditions de travail des usines ne fussent pas de loin les plus difficiles, Owen ne les trouva pas satisfaisantes et décida d'améliorer la situation des travailleurs. Il porta une attention particulière aux besoins des 500 enfants vivant et travaillant dans les usines, et fit ouvrir en 1816 la première école de Grande-Bretagne pour enfants en bas âge.
La qualité des résidences du village s'améliora progressivement. Au milieu du XIXe siècle, une famille entière pouvait loger dans une seule pièce, mais entre cette période et le début du XXe siècle, les familles purent progressivement disposer de plusieurs pièces. Ce n'est toutefois qu'à partir de 1933 que les résidences furent équipées d'éviers et de robinets d'eau froide. Au cours de cette même année, les anciennes toilettes communales situées à l'extérieur furent remplacées par des toilettes à l'intérieur des bâtiments d'habitation.
À partir de 1898, les propriétaires du village fournirent gratuitement de l'électricité à toutes les résidences, mais juste assez pour alimenter une faible ampoule dans chaque pièce. Le courant était coupé à 22 heures chaque soir, sauf le samedi où les habitants bénéficiaient d'une heure supplémentaire. En 1955, New Lanark fut relié au réseau électrique national.
Les usines prospérèrent sur le plan commercial, mais les partenaires d'Owen se plaignirent des dépenses supplémentaires occasionnées par ses programmes sociaux. Refusant un retour aux anciennes méthodes, Owen racheta les parts de ses partenaires.
New Lanark fut célébré à travers toute l'Europe, et de nombreux aristocrates, hommes d'État et réformistes visitèrent les usines. Ils furent abasourdis par la découverte d'un environnement industriel propre, sain, disposant d'une force de travail satisfaite et énergique, le tout formant un projet commercial viable. La philosophie d'Owen allait à l'encontre des courants de pensée de l'époque, mais il parvint à démontrer qu'il n'était pas nécessaire pour une entreprise industrielle de traiter ses ouvriers sans ménagement pour être lucrative. Owen put présenter à ses visiteurs l'excellente qualité des résidences du village et le confort apporté, ainsi que les comptes prouvant la rentabilité des usines.
En plus d'être liées aux réformes sociales, ces usines symbolisent également la révolution industrielle qui eut lieu en Grande-Bretagne au cours des XVIIIe et XIXe siècles et changea fondamentalement la face du monde.

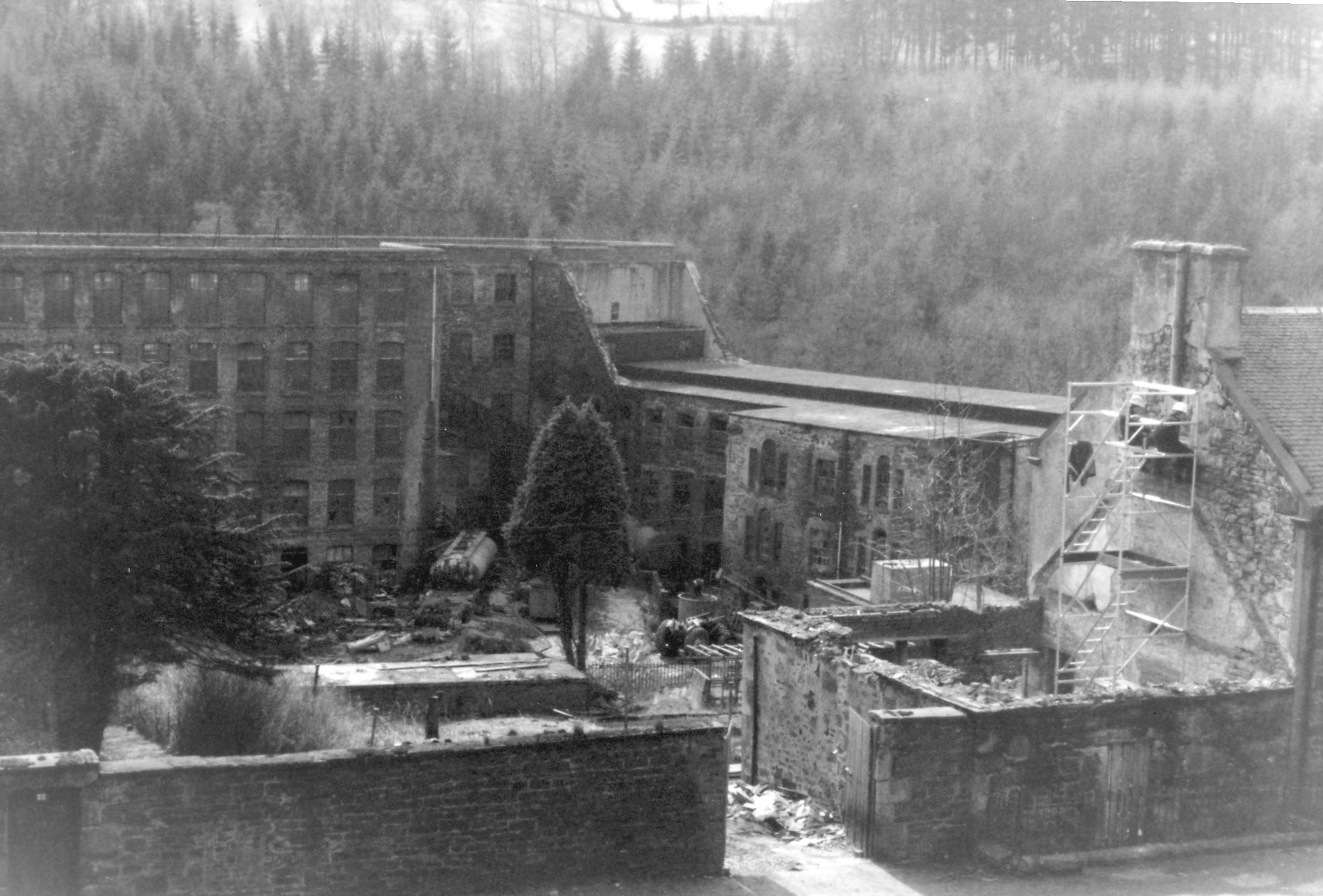
Le délabrement de New Lanark en 1983.

En 1825, le contrôle de New Lanark passa à la famille Walker. Les Walker se chargèrent de la gestion du village jusqu'en 1881, lorsque ce dernier fut vendu à Birkmyre et Sommerville. Ils conservèrent la propriété du village, d'abord eux-mêmes puis à travers les entreprises qui leur succédèrent, jusqu'à la fermeture des usines en 1968.
Après la fermeture, les habitants commencèrent à quitter le village, et les bâtiments se détériorèrent. En 1975, le New Lanark Conservation Trust fut fondé afin d'empêcher la démolition du village. Aujourd'hui, la plupart des bâtiments ont été restaurés et le village est devenu une attraction touristique importante.

## Situation actuelle

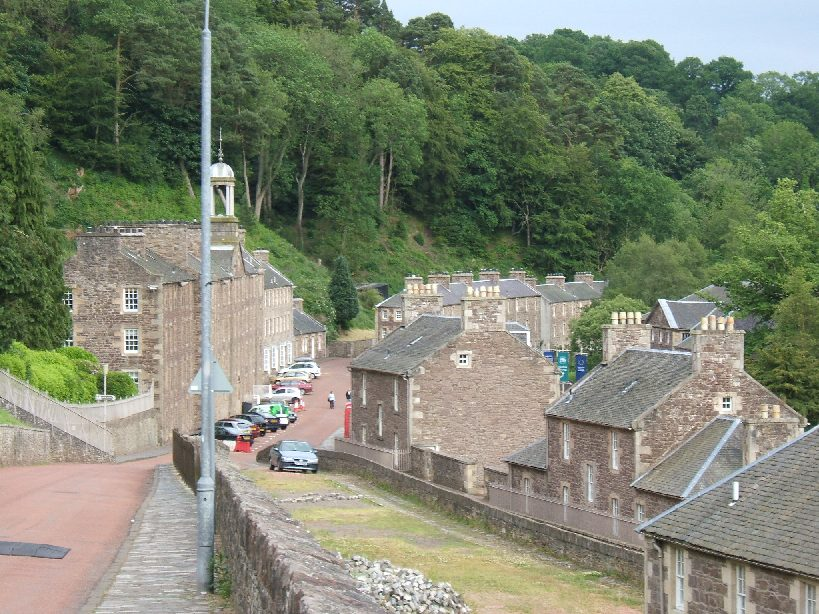
La place du village

On estime à 400 000 personnes le nombre de visiteurs chaque année. L'importance de New Lanark a été reconnue par l'UNESCO, qui l'a déclaré comme l'un des quatre sites écossais appartenant au patrimoine mondial, les cinq autres étant Édimbourg, Skara Brae, Saint-Kilda, le Mur d'Antonin et le Pont du Forth.
Parmi les résidences, seules Mantilla Row et Double Row n'ont pas été restaurées. Une partie du travail de restauration a été entreprise par la New Lanark Association et le New Lanark Conservation Trust. Braxfield Row et la majeure partie de Long Row ont été restaurés par des propriétaires privés qui ont racheté les maisons délabrées et les ont restaurées pour en faire des résidences privées. La population actuelle du village est estimée à environ 200 habitants.
En plus des 20 propriétés privées du village, 45 propriétés appartiennent et sont gérées par la New Lanark Association, qui est une association résidentielle reconnue. Les usines, l'hôtel et la plupart des bâtiments non résidentiels appartiennent et sont gérés par le New Lanark Conservation Trust.

## Bâtiments

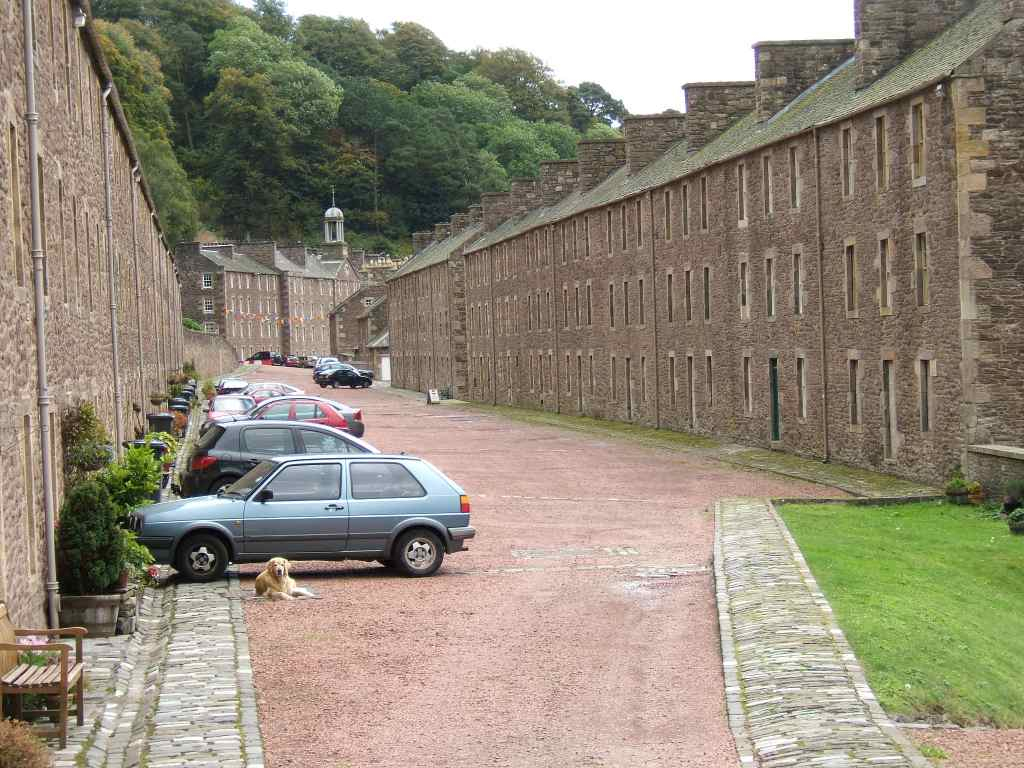
Rosedale Street avec la Long Row à gauche, la Double Row un peu plus à droite et la Wee Row au milieu à droite

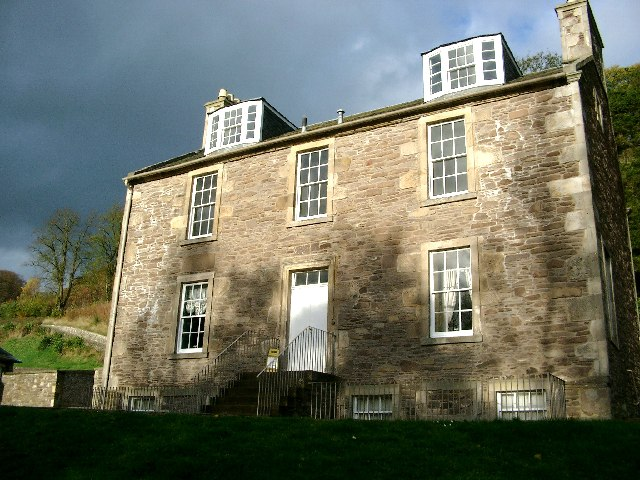
La résidence de Robert Owen

- Braxfield Row (construite vers 1790) : une rangée de dix maisons, dont neuf s'élèvent sur quatre étages et une sur cinq. Toutes ces maisons sont habitées par des propriétaires.
- Long Row (construite vers 1790) : une rangée de quatorze maisons, s'élevant toutes sur trois étages. Dix d'entre elles sont habitées par des propriétaires, et quatre par des locataires.
- Caithness Row (construite en 1792) : une rangée de maisons sur trois étages, transformées en appartements de location. Caithness est un district des Highlands, et l'endroit doit son nom à un groupe de travailleurs venu des Highlands et recruté pour travailler dans les usines.
- Double Row (construite vers 1795) : une rangée de cinq maisons accolées deux à deux (back-to-back houses), actuellement délabrées.
- Mantilla Row (construite vers 1795) : cette rangée de trois maisons fut démolie lorsque sa structure présenta des risques de sécurité. De nouvelles fondations et un mur de soutènement ont été posés, mais la rangée n'a pas été reconstruite.
- Wee Row (construite vers 1795) : une rangée de maisons transformée en auberge de jeunesse, gérée par la Scottish Youth Hostels Association.

- New Buildings (construits en 1798) : un bâtiment incluant le clocher du village et s'élevant sur quatre étages transformés en appartements de location.
- Nursery Buildings (construits en 1809) : un bâtiment de trois étages, abritant autrefois les enfants orphelins travaillant dans les usines, et aujourd'hui transformé en appartements de location.

- Mill Number One (construite en 1789) : cette usine devint délabrée et fut reconstruite pour devenir le New Lanark Mill Hotel.
- Mill Number Two (construite en 1788) : cette usine est aujourd'hui utilisée à des fins touristiques.
- Mill Number Three (construite en 1824) : cette usine est aujourd'hui utilisée à des fins touristiques. Elle dispose également d'une turbine alimentant diverses parties du village en électricité.
- Waterhouses : une rangée de bâtiments s'élevant sur un ou deux étages, situés à proximité de la Mill Number One et convertis en appartements de vacances.
- Mill Number Four : cette usine a été détruite en 1883 lors d'un incendie et n'a pas été reconstruite.

- Village Church (construite en 1898) : l'église du village, aujourd'hui utilisée à des fins sociales.
- Institute for the Formation of Character (construit en 1816) : littéralement l'Institut pour la formation du caractère, un bâtiment sur quatre étages aujourd'hui utilisé à des fins touristiques et commerciales.
- Engine House (construite en 1881) : un bâtiment rattaché à l'Institut et abritant une machine à vapeur restaurée.
- School (construite en 1817) : un bâtiment sur trois étages devenu aujourd'hui un musée. Il s'agit de la première école écossaise pour les enfants de la classe ouvrière.
- Mechanics Workshop (construite en 1817) : l'atelier, un bâtiment sur trois étages autrefois utilisé par les artisans qui fabriquaient et entretenaient les machines des usines.
- Dyeworks : les bâtiments servant à la teinturerie, abritant aujourd'hui des boutiques et un centre pour les visiteurs.
- Gasworks (construite peu avant 1851) : une usine à gaz pourvue d'une tour octogonale et convertie en boutique.
- Owens House (construite en 1790) : la résidence de Robert Owen, aujourd'hui transformée en musée.
- Dales House (construite en 1790) : la résidence de David Dales, aujourd'hui occupée par une maison d'édition.
- Mill Lade : la canalisation construite afin de rediriger l'eau de la Clyde pour l'alimentation des machines des usines.
- Graveyard : le cimetière, situé sur la colline se trouvant au-dessus de New Lanark, entre le village et le parking pour les visiteurs. Une grande partie des premiers habitants sont enterrés à cet endroit.

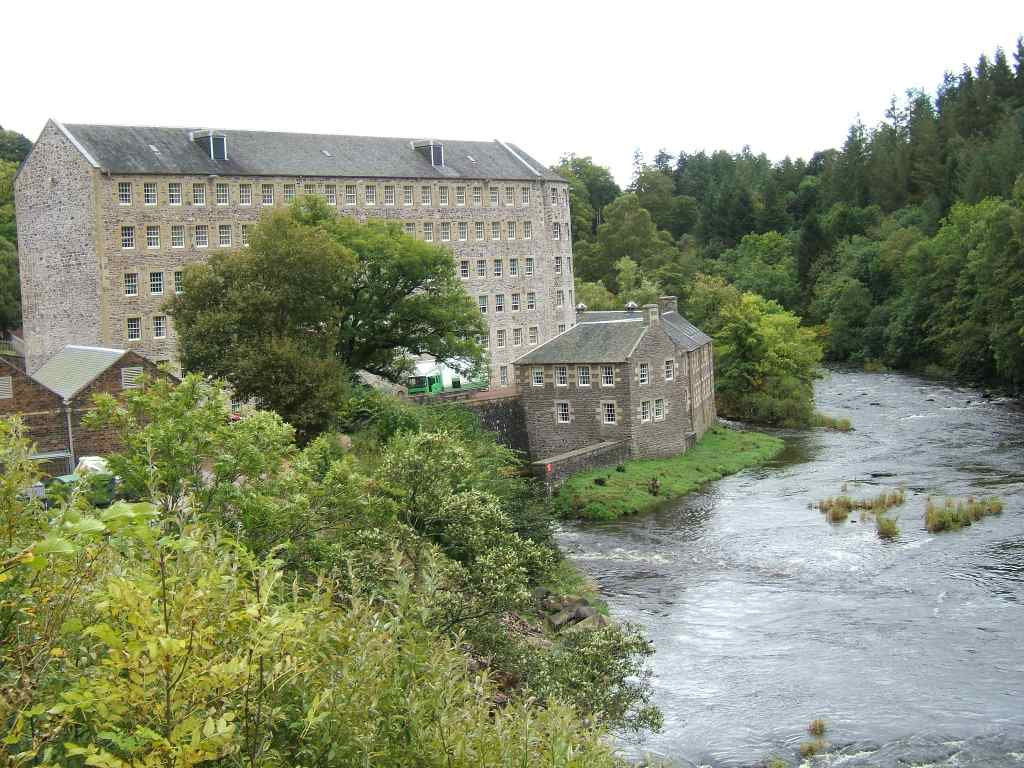
Le New Lanark Mill Hotel et les Waterhouses au bord de la Clyde

## Visiter New Lanark
Un grand parking gratuit est situé à l'extérieur du village. Seuls les visiteurs handicapés sont autorisés à se garer dans le village. Une ligne de bus relie le site à Lanark, à deux kilomètres de distance. Lanark possède une gare avec des départs toutes les demi-heures pour Glasgow.
Le village dispose d'un hôtel trois étoiles (le New Lanark Mill Hotel, détenu et géré par le New Lanark Conservation Trust), d'un certain nombre d'appartements de vacances (les "Waterhouses") mis à disposition par l'hôtel, et d'une auberge de jeunesse gérée par la Scottish Youth Hostels Association. On peut également trouver des restaurants et des boutiques à travers le village, ainsi qu'un lieu d'accueil pour les visiteurs.
La "Clyde Walkway" est une allée piétonne qui traverse le village.

## Galerie d'images

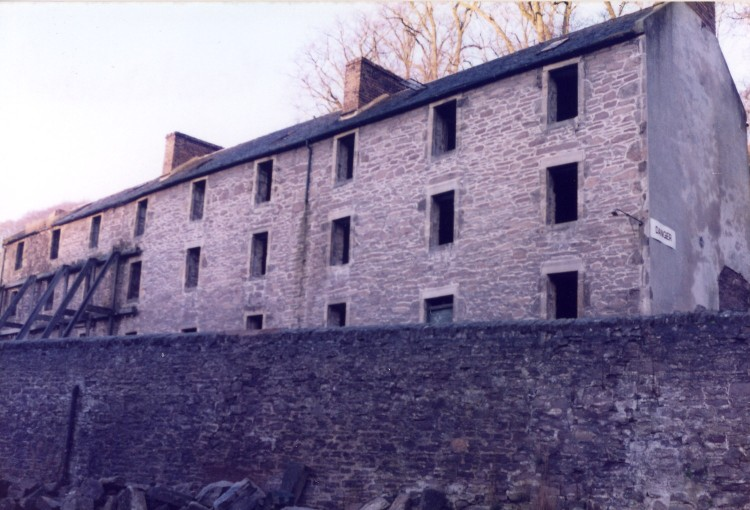
Mantilla Row
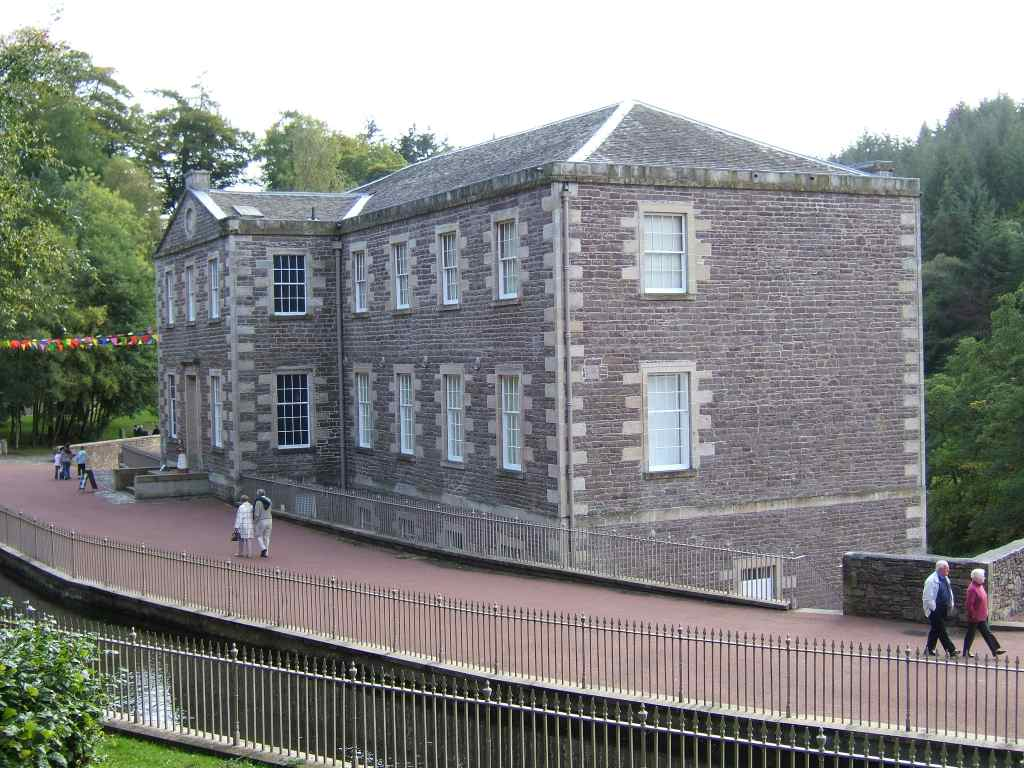
L'école
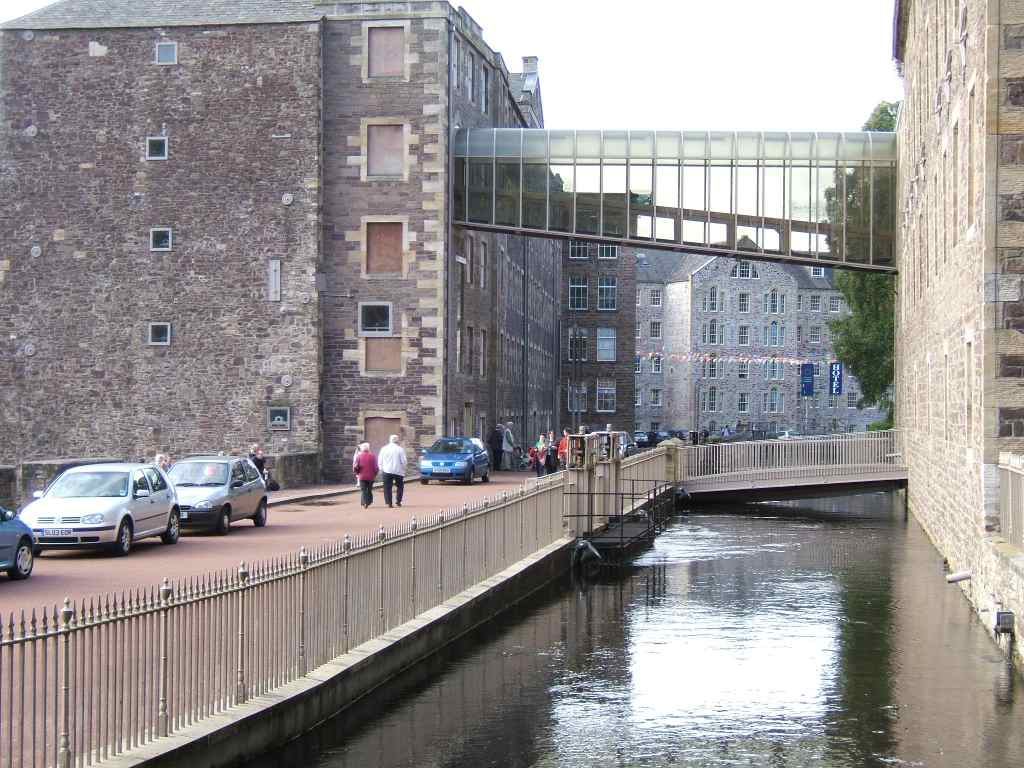
Les usines et le lade
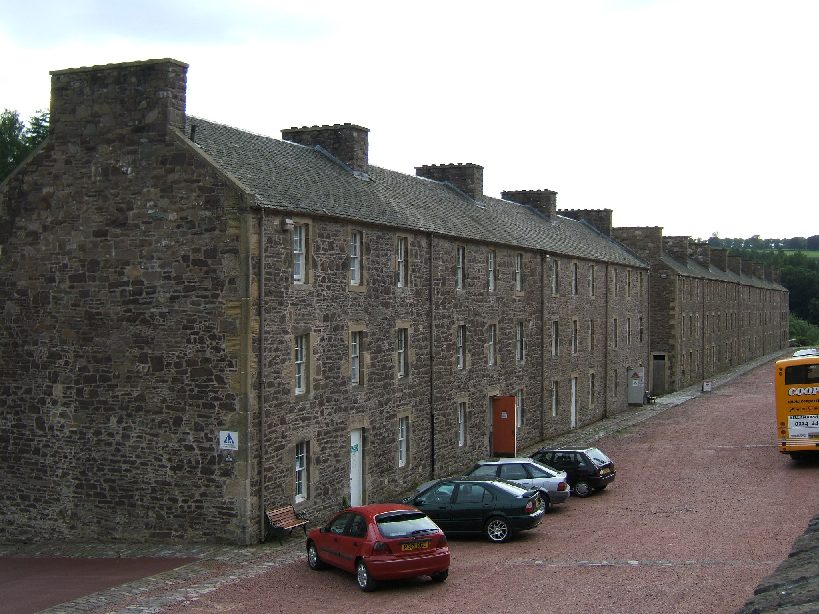
Wee Row et l'auberge de jeunesse
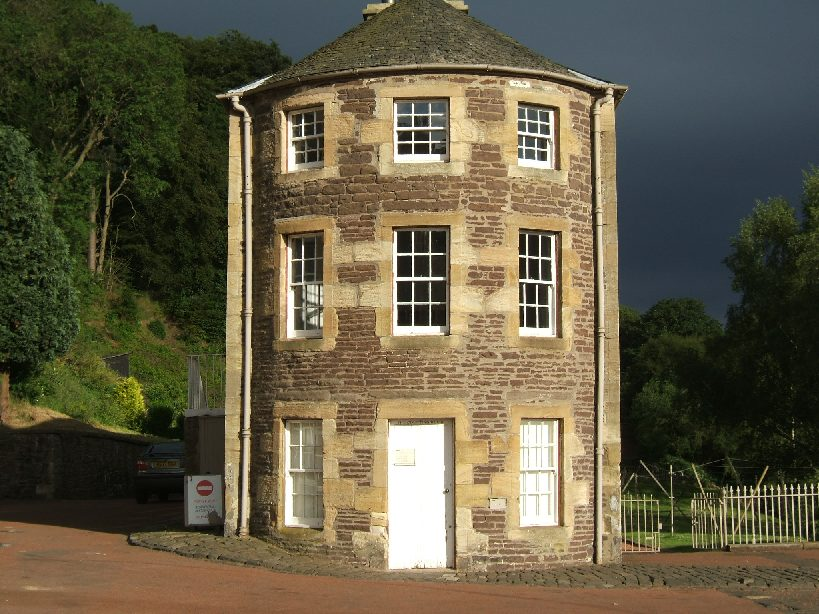
Counting House
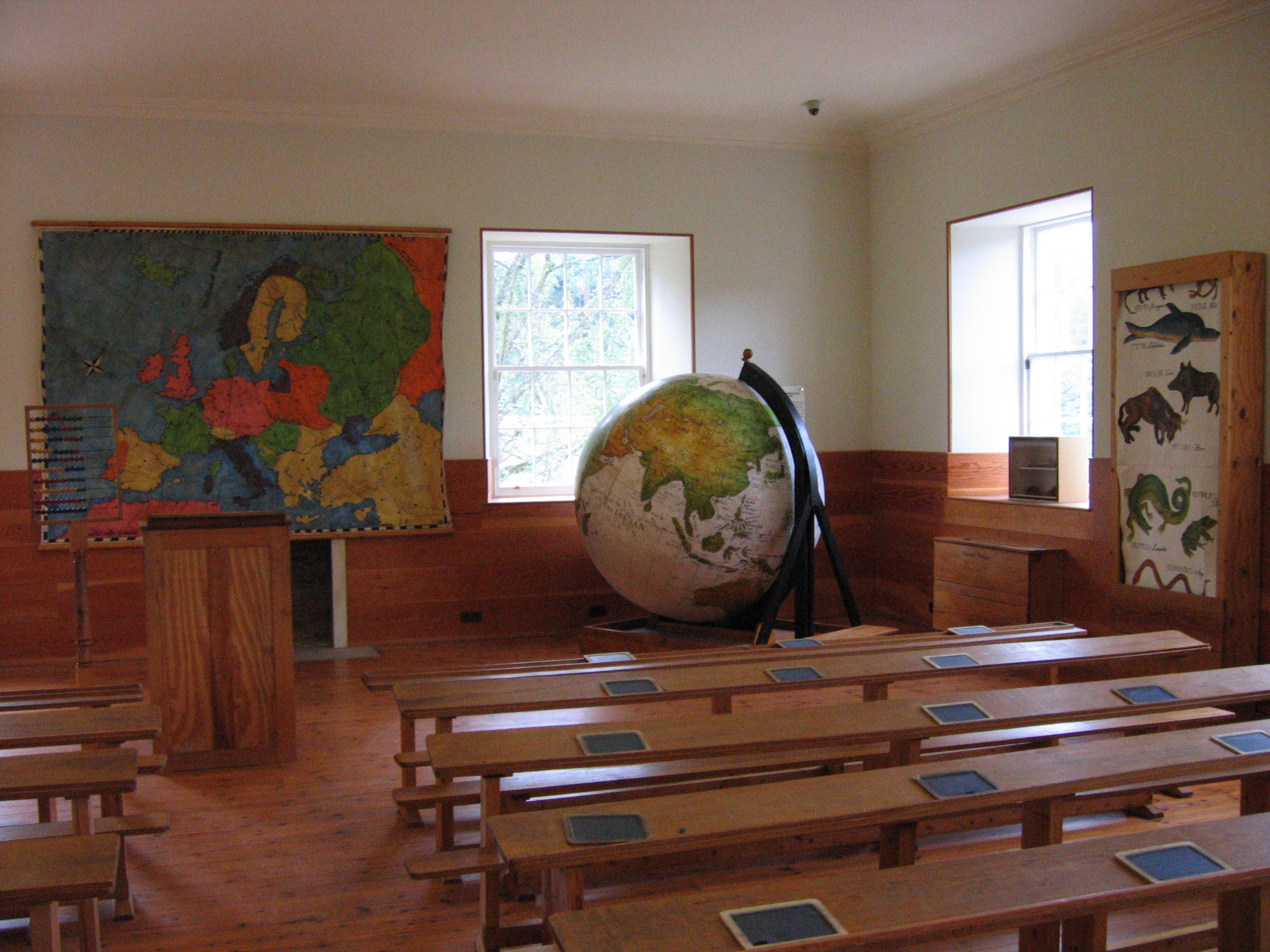
Une classe du musée de l'école
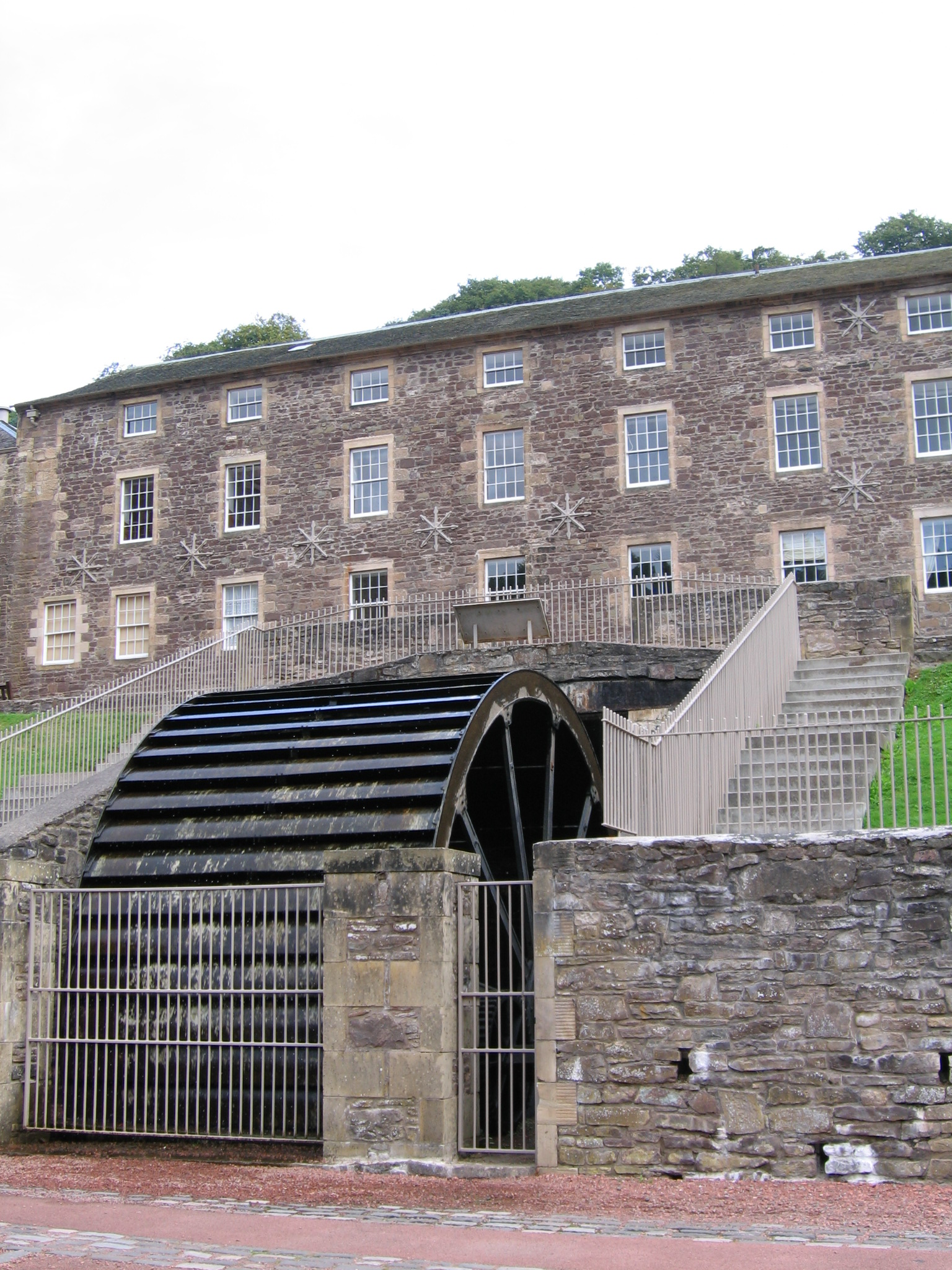
La dernière roue à aubes
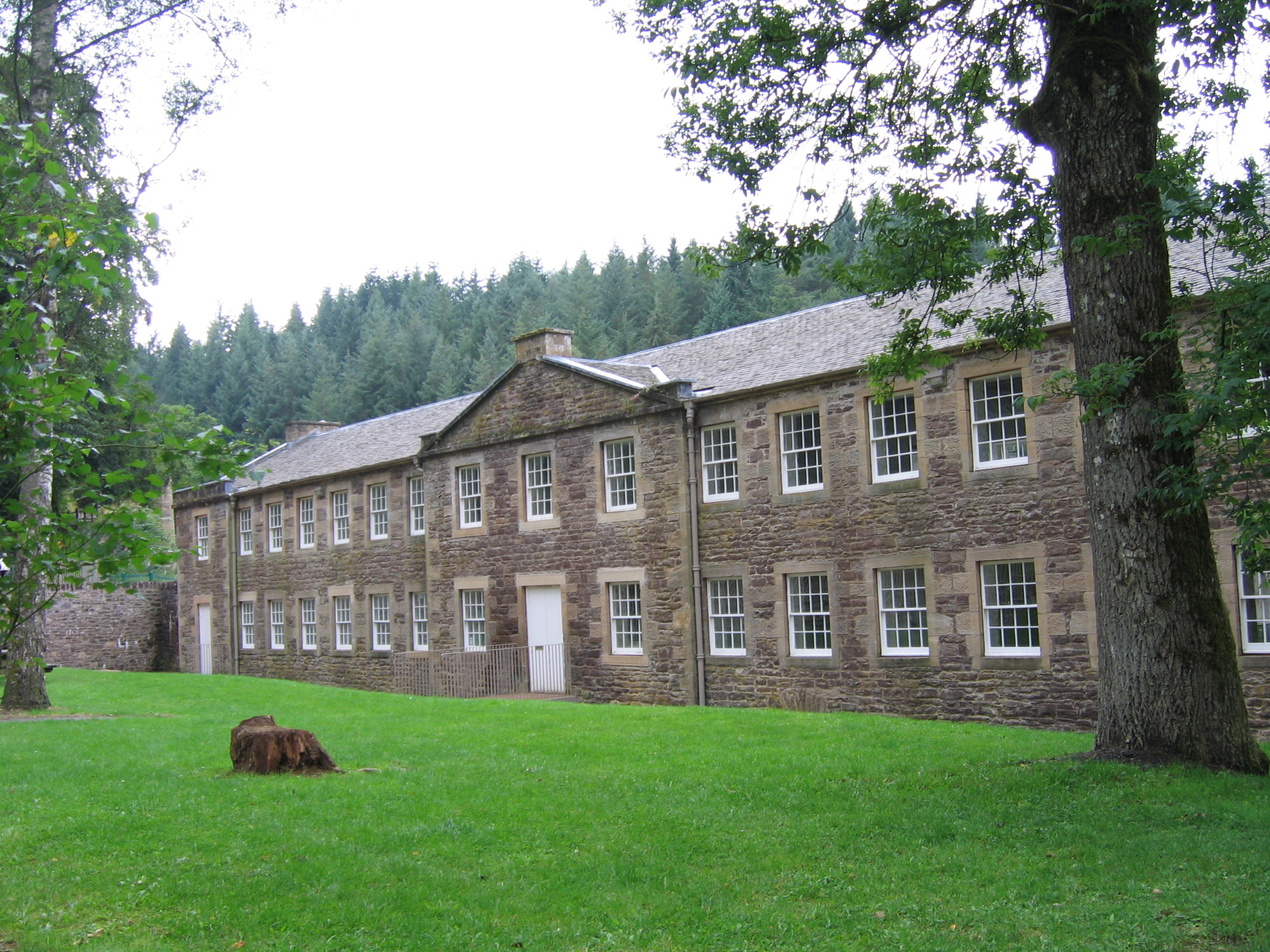